# Ерих II (Брауншвайг-Каленберг-Гьотинген)
Ерих II Млади (на немски: Erich II „der Jüngere“; * 10 август 1528, замък Ерихсбург при Дасел; † 17 ноември 1584, Павия/Италия) от род Велфи (Среден Дом Брауншвайг), е херцог на Херцогство Брауншвайг-Люнебург, наемен командир и княз на Каленберг-Гьотинген (1545 – 1584).

## Живот
Син е на херцог Ерих I Стари от Брауншвайг-Каленберг-Гьотинген, и втората му съпруга Елизабет фон Бранденбург (1510 – 1558), дъщеря на курфюрст Йоахим I от род Хоенцолерн. От 1527 до 1530 г. баща му строи замък Ерихсбург, наречен на родения му син Ерих II през 1528 г.
Ерих II е на 12 години, когато баща му умира на 30 юли 1540 г., затова майка му, херцогиня Елизабет, за пет години поема управлението. През 1546 г. Елизабет се омъжва за граф Попо XII от Хенеберг (1513 – 1574), по-малкият брат на съпруга на нейната най-голяма дъщеря Елизабет (1526 – 1566).
Ерих II се отказва от голямото влияние на майка си. През 1547 г., към края на Шмалкалденската война (1546 – 1547), 19-годишният Ерих претърпява с наемната си войска от 6000 пехотинци разгромително поражение в битката при Дракенбург (на 23 май 1547) против граф Албрехт VII фон Мансфелд. 2500 негови войници са убити, той се спасява като преплува Везер. След това той е в Испания, Франция, Нидерландия и Италия и участва във войните.
Между 1571 – 1574 и 1581 – 1583 г. той е в княжеството си. Неговите наематели за боевете не му плащат, а му дават графства и дворци.
Ерих е сгоден за Агнес фон Хесен (1527 – 1555), дъщеря на ландграф Филип I от Хесен, но се отказва от брак с нея през 1544 г.
През 1545 г. той се жени по любов за по-голямата с десет години принцеса Сидония Саксонска (* 8 март 1518, † 4 януари 1575) от род Ветини, дъщеря на Хайнрих IV от Саксония и Катарина от Мекленбург. Бракът остава бездетен. Те се обвиняват по между си в опити за отравяне.
През 1564 и 1572 г. той изгаря няколко жени обвинени, че са вещици, и Сидония бяга от него. След нейната смърт Ерих II се жени втори път през 1575 г. за Доротея (* 24 май 1545, † 2 юни 1621), дъщеря на херцог Франц I от Лотарингия и Христина Датска. Бракът е бездетен.
След смъртта му от възпаление на белите дробове по време на престой в Италия, финансово задълженото княжество отива на неговия братовчед херцог Юлий от Княжество Брауншвайг-Волфенбютел.